# David Erik Stierncrona
David Erik Stierncrona, född 13 december 1820 i Norra Åsum i Kristianstads län, Skåne, död 16 oktober 1900 i Stockholm, var en svensk greve, kammarherre och godsägare. Han var friherre och kommissarie till Åkeshovs slott i Bromma. Han blev den siste kommissarien till Åkeshovs slott, då det upphörde år 1853.

## Föräldrar och syskon
David Erik Stierncrona var son till David Henrik Stierncrona (1786–1845) i hans gifte 1815 med Eva Charlotta af Schenbom (1795–1878).

## Karriär
David Erik Stierncrona tog studentexamen i Uppsala 1838, kansliexamen 1844 och blev kanslist i Civildepartementet samma år. 1847 blev han kavaljer hos kronprins Karl, senare Karl XV och 1850 blev han kammarherre hos honom.

## Stiernarps gods

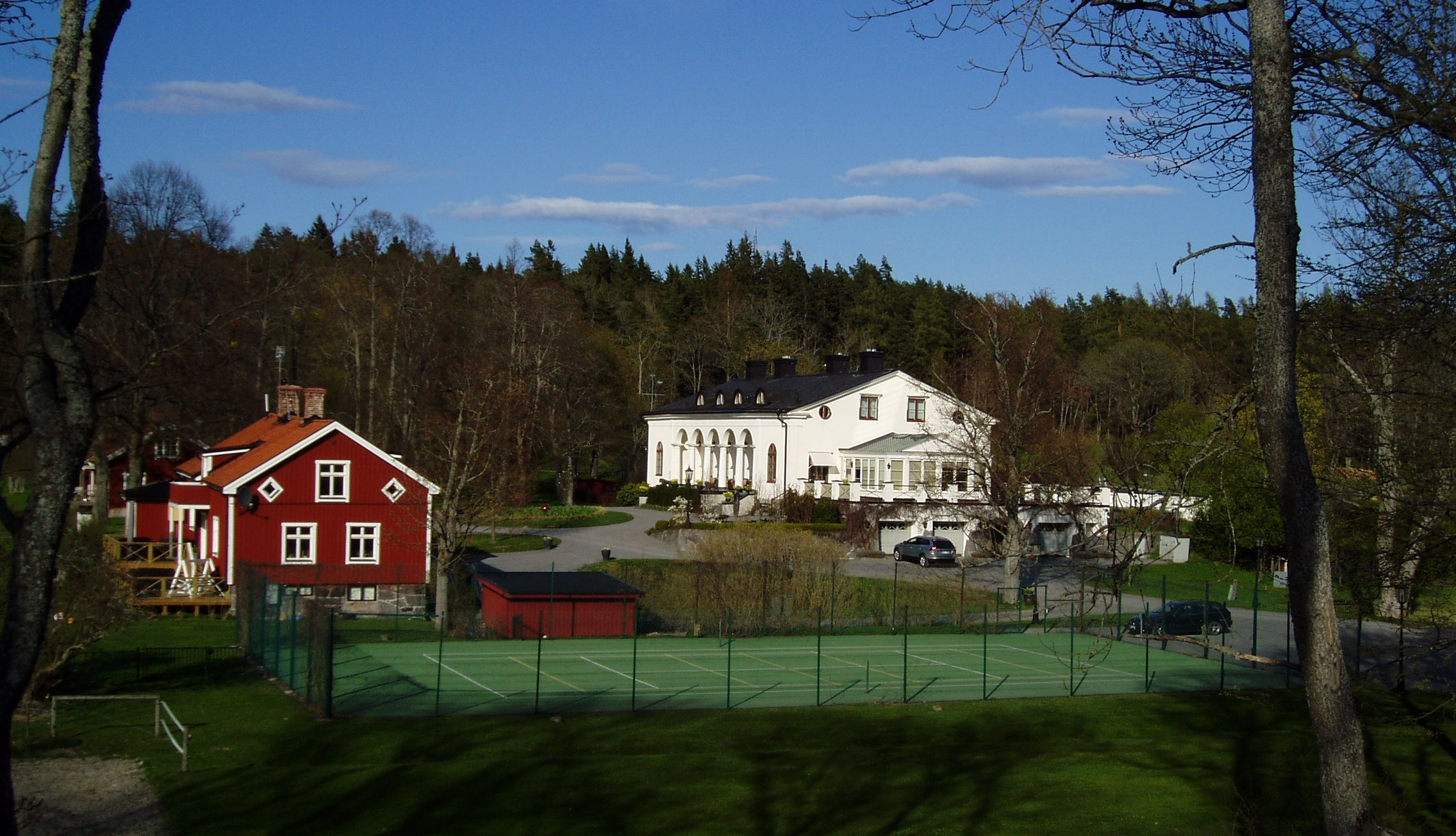
Norrnäs herrgård på Värmdö. Foto 2012.

Rudolf Tornérhielm avyttrade delar av godset Stjernarp, en herrgård i Eldsberga socken i Tönnersjö härad i Hallands län. År 1851 sålde Tornérhielm godset vidare till sin svåger David Erik Stierncrona, som var gift med Charlotte (Lotten) Stjerneld. Samma år erhöll David Erik Stierncrona rättighet att överflytta fideikommissrätten från sina släktgods Åkeshov, Norrnäs och Kalvadö i Stockholm till Stjernarp. Året därefter, 1852, fick han överflytta fideikommissrätten från sina släktgods Åkeshovs slott i Bromma socken, Norrnäs på Värmdö och Kalvadö i Stockholm till Stjernarps gods.

## Familj
David Erik Stierncrona gifte sig 2 juni 1853  på Stockholms slott med friherrinnan Charlotta Lovisa Aurora Stierneld (1830-1913). Hon var hovfröken hos drottning Josefina från 2 november 1850 till sitt giftermål.  Hon var född 19 april 1830 i Stockholm och död 19 februari 1913 i Stockholm i Oscars församling samt var dotter till friherre Gustaf Algernon Stierneld och hans andra hustru grevinnan Jaquette Wilhelmina Gyldenstolpe.

## Barn
- Eva Wilhelmina, född 28 mars 1854, död 1945, gift med kammarherren Johan Magnus Reinhold Brummer född 1844, död 1901. Dessa fick dottern Lotten (Charlotta) Brummer, född 1879, död 1960, gift med godsägaren friherre Richard Hermelin, född 1862, död 1946, och sonen friherre Carl Magnus Hermelin, född 1900, död 1971, som var löjtnant.[5]
- Charlotta Thomasina, född 27 augusti 1856.
- Emilia Lovisa, född 8 januari 1858.
- Wilhelmina, född 8 januari 1858.
- Sonen David Algernon Stierncrona (1860-1927)[6][7]